# إدنا آن ويلر بالارد
إدنا آن ويلر بالارد (بالإنجليزية: Edna Anne Wheeler Ballard)‏ هي قائدة دينية أمريكية، ولدت في 25 يونيو 1886 في برلنغتون في الولايات المتحدة، وتوفيت في 10 فبراير 1971 في شيكاغو في الولايات المتحدة.

## وصلات خارجية
- إدنا آن ويلر بالارد على موقع الموسوعة البريطانية (الإنجليزية)